# Radosław Pazura

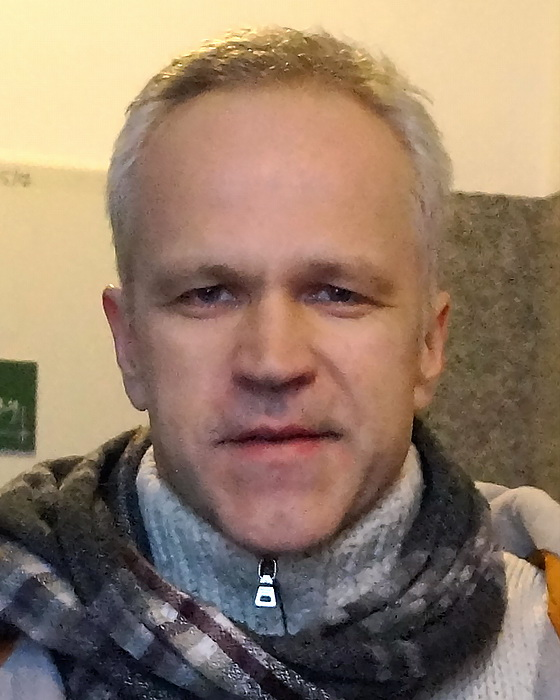
Radosław Pazura (2018)

Radosław Pazura (* 7. Mai 1969 in Tomaszów Mazowiecki) ist ein polnischer Schauspieler. Er wurde u. a. durch den Film Karol – Ein Mann, der Papst wurde, als Paweł, bekannt. Er spielt auch in der polnischen Serie M jak miłość als Peter Schmidt. Er hat einen in Polen bekannteren Bruder, der auch Schauspieler ist, Cezary Pazura.